# Дръгънещ Влашка
 Тази статия е за селото в Румъния.  За общината вижте Дръгънещ Влашка (община).  
Дръгънещ Влашка (на румънски: Drăgănești-Vlașca) е село в южна Румъния, административен център на община Дръгънещ Влашка в окръг Телеорман. Разположено е на Европейски път E70 на 55 km югозападно от Букурещ и на 40 km северозападно от Русе. Населението му е около 3827 души (2002).